# Казанџија
Казанџија (перс.-тур.) занатлија који прави казане и друго бакарно посуђе, углавном казане за ракију, али такође и казане за спремање хране, џезве и друге производе. Део посуде у коме ће се налазити храна се калајише јер је оксид бакра отрован.
Казанџијски занат постоји више од пет векова и један је од најстаријих заната у Србији.

## Историјат
Постојбином казанџијског заната сматрају се Персија и Индија, које су богате рудом бакра. У Грчкој се први пут помиње бакарно посуђе у 3. веку пре нове ере, а касније, преко Грка су се с овим посуђем упознали и Римљани. Међутим, у Европи се кроз читав средњи век користило земљано посуђе. Балкан, на који су бакарно посуђе донели Турци, био је једини део Европе на коме се ово посуђе производило и употребљавало. Казанџије се први пут помињу у 16. веку - године 1511. из Сарајева је за Дубровник за продају извезено 135 сахана (бакарних чинија, тањира) које су израдиле сарајевске казанџије.
Казанџијски занат у другој половини 19. века и почетком 20. века достиже свој врхунац. Између два светска рата, потражња за бакарним предметима постепено јењава. Појављују се фабрички производи. Индустријализација и модернизација неумољиво утичу на тихо нестајање овог старог заната. Данас, у 21. веку, казанџије се углавном баве производњом казана за печење ракије, казана за топљење масти, прскалица за виноград, котлића за рибљу чорбу и разним поправкама. Малобројних казанџијских занатлија има у Руми, Београду, Ваљеву, Нишу, Новом Саду, Лесковцу, Суботици, Врању, а има их и по селима.

## Производи
Казанџијски производи били су разноврсни и многобројни.
1. казани (перс. велики бакарни котао који има са стране ручке за ношење), араније (хараније) - мањи казани, бакрачи (котлић);
2. посуђе у којем се доносила и држала вода: ђугуми, ибрици, леђени;
3. посуђе у којем се спремала храна: лонци, тенџере, сахани, тигањи, таве, тепсије, синије;
4. прибор за послуживање кафе: табле, ибрици, џезве, зарфови, кутије за кафу и шећер;
5. сакрални предмети: дискоси, кадионице, пехари, казани за крстионицу;
6. производи за расвету...

Предмети од бакра били су у широкој употреби и у граду и на селу. Често су имали и декоративну функцију, нарочито они предмети и посуђе који су били украшени гравирањем.

## Казанџијске радионице

#### Израда предмета
Централно место казанџијске радионице била је ватра на којој се топио бакар, који је добављан у сировом стању. Након топљења, бакар је тешким чекићима развлачен у табле, а затим се приступало изради одређеног предмета. Како је бакар склон оксидацији при којој се ствара отровна метална патина, неопходно је да посуђе за јело и пиће буде калајисано након израде. 

#### Сировине
Главне сировине у казанџијском занату су: бакар, калај и нишадор.

#### Алат
У казанџијској радионици најважнији су били наковањ, мех за дување ватре, дрвени и метални чекићи, казанџијска клешта, турпије и маказе. У савременом добу поред наведених ручних алата у казанџијским радионицама користе се и разне машине.

#### Еснаф
Казанџијски еснаф је био први занатски еснаф у коме су занатлије постале и трговци – трговали су бакром, калајем и свим казанџијским производима.

## Занатски центри
У Србији највећи занатски центри били су: Пирот, Ваљево, Ниш и Призрен. У њима је било породица које су се континуирано бавиле овим занатом и по 200 година. Често су и делови града или улица добијали називе по казанџијама које су ту радиле, нпр. Казанџијско сокаче.